# Willy Vandersteenprijs
De Willy Vandersteenprijs is een stripprijs die sinds 2010 het beste Nederlandstalige stripalbum bekroond.

## Geschiedenis
In 2010 werd het budget gebruikt voor debuutprijs van de stad Turnhout De Blikken Biebel voortaan gebruikt voor een nieuwe, tweejaarlijkse prijs de Willy Vandersteenprijs. De prijs vervangt bovenstaande prijs en de Grand Prix van Stripdagen Haarlem.
Deze stripprijs, genoemd naar de Vlaamse stripauteur Willy Vandersteen, bekroont het beste, Nederlandstalige stripalbum van de daaraan voorafgaande twee jaar. Vanaf 2014 is het een jaarlijkse prijs. De winnaar krijgt €5000 en een opdrachttekening van de vorige winnaar. Daarbij organiseert men een tentoonstelling rond het winnende album.
De prijs werd gesticht door het Vlaams-Nederlandse huis deBuren te Brussel, Stripdagen Haarlem en Strip Turnhout. In 2018 werd de prijs niet uitgereikt. In 2019 werd het uitgereikt op het Stripfeest in Brussel als onderdeel van de Atomiumprijzen.
Een jaar later werd de prijs dat jaar niet uitgereikt vanwege de coronapandemie. Sinds 2022 wordt het uitgereikt op Stripfestival Breda.

## Winnaars
| Jaar | Titel                              | Auteur(s)                                             |
| ---- | ---------------------------------- | ----------------------------------------------------- |
| 2010 | Ergens waar je niet wil zijn       | Brecht Evens                                          |
| 2011 | Terug naar Johan                   | Michiel van de Pol                                    |
| 2013 | Rembrandt                          | Typex                                                 |
| 2014 | Junker, een Pruisische Blues       | Simon Spruyt                                          |
| 2015 | Amoras 5: Wiske                    | Charel Cambré en Marc Legendre                        |
| 2016 | Elsje maakt geschiedenis           | Gerben Valkema en Eric Hercules                       |
| 2017 | Zon                                | Wilbert van der Steen                                 |
| 2019 | Yasmina & de Aardappeleters        | Wauter Mannaert                                       |
| 2021 | De walvisbibliotheek               | Judith Vanistendael (tekeningen) en Zidrou (scenario) |
| 2022 | Bleekwater                         | Joris Mertens                                         |
| 2023 | Hild: De vrouwen van de Nibelungen | Veerle Hildebrandt                                    |
| 2024 | De Kosmonaut                       | Jan Vriends                                           |